# Springer (Novo México)
Springer é uma cidade  localizada no estado americano de Novo México, no Condado de Colfax.

## Demografia
Segundo o censo americano de 2000, a sua população era de 1285 habitantes.
Em 2006, foi estimada uma população de 1196, um decréscimo de 89 (-6.9%).

## Geografia
De acordo com o United States Census Bureau tem uma área de
3,8 km², dos quais 3,8 km² cobertos por terra e 0,0 km² cobertos por água. Springer localiza-se a aproximadamente 1767 m acima do nível do mar.

## Localidades na vizinhança
O diagrama seguinte representa as localidades num raio de 60 km ao redor de Springer.